# Temblores
Temblores (Nederlands: aardschokken) is een Guatemalteekse film uit 2019, geregisseerd en geschreven door Jayro Bustamante. De film ging in première op 8 februari 2019 op het Filmfestival van Berlijn, waar de film werd vertoond in de Panorama-sectie. Later dat jaar werd de film vertoond op het Filmfestival van San Sebastián, waar de film de Premio Sebastiane Latino won.

## Verhaal
Wanneer Pablo bij het huis van zijn welvarende familie arriveert, kijkt iedereen reikhalzend uit naar zijn terugkeer van hun geliefde zoon, toegewijde vader en zorgzame echtgenoot. Zijn streng gelovige familie reageert geschokt wanneer Pablo aankondigt zijn vrouw te verlaten voor een man. Terwijl Pablo probeert te wennen aan zijn nieuwe leven in de homosubcultuur van de stad met de vrije Francisco, doet zijn familie er alles aan om hun verloren zoon weer op het goede spoor te krijgen.

## Rolverdeling
| Acteur                 | Personage |
| ---------------------- | --------- |
| Juan Pablo Olyslager   | Pablo     |
| Diane Bathen           | Isa       |
| Mauricio Armas Zebadúa | Francisco |
| Rui Frati              | Pastor    |
| Sabrina De La Hoz      | Pastora   |
| Magnolia Morales       | Cristina  |
| Sergio Luna            | Salvador  |
| Pablo Arenales         | Abel      |
| Mara Martinez          | Eva       |

## Ontvangst

### Recensies
Op Rotten Tomatoes geeft 90% van de 20 recensenten de film een positieve recensie, met een gemiddelde score van 7,80/10. Website Metacritic komt tot een score van 76/100, gebaseerd op 7 recensies, wat staat voor "generally favorable reviews" (over het algemeen gunstige recensies).
NRC gaf de film vier uit vijf sterren en schreef: "Het knappe van Temblores is dat de film zoveel meer is dan een fel j'accuse. Terwijl Pablo systematisch wordt afgebroken onderzoekt de film vanuit een groter perspectief de breuklijnen van sekse en gender, en de rol van religie als incubator voor verlammende rolpatronen."  Ook De Volkskrant gaf de film vier uit vijf sterren en schreef: "De hardste schokken bevinden zich direct onder het oppervlak." Het Parool gaf een positieve recensie en schreef: "Temblores is een beklemmende film. Je hoopt dat Pablo zijn eigen pad zal kiezen, maar je deelt ook zijn liefde voor zijn kinderen (...) en zijn familie. Hij móét kiezen. Maar is een mens wel te genezen?"

### Prijzen en nominaties
De film won 13 prijzen en werd voor 19 andere genomineerd. Een selectie:
| Jaar | Evenement                    | Categorie                | Genomineerde | Resultaat |
| ---- | ---------------------------- | ------------------------ | ------------ | --------- |
| 2019 | San Sebastián (67ste editie) | Premio Sebastiane Latino | Temblores    | Gewonnen  |